# Alexandru Cârsta
Alexandru Cârsta (n. 1 septembrie 1866, Cebza - d. 9 aprilie 1934, Cebza) a fost un deputat în Marea Adunare Națională de la Alba Iulia, organismul legislativ reprezentativ al „tuturor românilor din Transilvania, Banat și Țara Ungurească”, cel care a adoptat hotărârea privind Unirea Transilvaniei cu România, la 1 decembrie 1918.

## Biografie
Alexandru Cârsta a urmat Școala primară confesională română.
A fost agricultor, primar în Cebza douăzeci de ani, membru al Gărzii Naționale și a participat la Marea Adunare Națională de la Alba Iulia în calitate de delegat titular al cercului electoral Pardani.